# Uso do Zaire
O Uso do Zaire (em francês: Rite zaïrois) ou Missal Romano para as Dioceses do Zaire é uma variação da missa comum da Igreja Católica Romana. Embora contenha muitos elementos da forma ordinária da Missa do Rito Romano, ela incorpora elementos da cultura da África Subsaariana, que é um processo chamado de inculturação. Promulgada pelo decreto Zairensium em 30 de abril de 1988, pela Congregação para o Culto Divino e a Disciplina dos Sacramentos, o Missal Romano para as Dioceses do Zaire é uma tentativa de inculturar o Missal Romano no contexto africano, inspirado na reforma litúrgica iniciada no Concílio Vaticano II.